# 道將圳
道將圳，是位於嘉義縣、市的一個水利工程設施，係由「道爺圳」與「將軍圳」兩條主要圳道合併而成，故各取一字而稱為「道將圳」。道將圳主幹線及支線總長共約230公里，是台灣清治時期最早開鑿，而長度僅次於八堡圳的大型水利工程。
將軍圳係於清康熙二十六年（1687年），福建水師提督加太子少保銜施琅引八掌溪水而興築的水利工程，灌溉面積約462甲。其後圳道被洪水沖毀，地方士紳黃嚴卿等15人出資重修，為感念施琅首建水圳之恩，遂命名為「將軍圳」。經康熙三十四年（1695年），地方士紳游立天、陳日新等出資興築道爺圳，渠道範圍包含原將軍圳系統，兩圳系統遂合而為一，灌溉面積達2,938甲。不過，學者黃阿有卻認為道爺圳是康熙五十四年周鍾瑄捐穀一百石、另發倉粟借莊民合築的諸羅山大陂，又稱為柴頭港陂，而後因陂圳水流經的田園主人為官莊租，同治年後陂圳漸被稱為道爺圳。將軍圳也是康熙五十四年周鍾瑄捐穀一百石、另發倉粟借莊民合築的陂圳，原名柳仔林陂，而後因陂圳水流經的田園為隆恩田，由福建臺協水師副將管收隆恩租，同治年後，陂圳漸被稱為將軍圳。(黃阿有，〈清代嘉義地區的田園主與陂圳的關係〉，《臺灣文獻》，59卷4期：頁5-38，南投：國史館臺灣文獻館，2008年12月。)
道將圳水源來自八掌溪，攔水壩設於忠義橋下游約400公尺處。引水口位於攔水壩北側，主幹線流經嘉義市芳草里、芳安里、頂寮里、安寮里、美源里、光路里、福民里、車店里、湖內里，再流經嘉義縣水上鄉下寮村、粗溪村、大堀村至大崙村止；其間尚有多條支線分布於嘉義縣市。